# 古典哲学
在西方哲學中，古典哲學（英語：Ancient philosophy），又稱古代哲学，為古希臘至古羅馬時期的哲學，一般包括从前苏格拉底哲学到基督教兴起之前的时期。智者学派兴起之后出现了古希腊甚至整个哲学史上最重要的三位哲学家：苏格拉底、柏拉图、亚里士多德。其中柏拉图和亚里士多德的作品比较完整地保留了下来，他们系统性的论述给后代哲学家造成了巨大影响。
亚里士多德之后由于社会和政治上的变化，代表文明的古希腊被马其顿的亚历山大大帝所灭，这一时期出现了另外四大学派：犬儒学派、怀疑派、伊壁鸠鲁派和斯多葛派。他们追问：
- 在一个罪恶的世界里，人怎样才能够有德？
- 在一个受苦受难的世界里，人怎样才能够幸福？

这一时期还包括古罗马时代的哲学家，例如西塞罗的折中主义，他们渗透于同时期的不同学派间。
- 苏格拉底Socrates (469-399 BC)
- 柏拉图Plato (429-347 BC)
- 亚里士多德Aristotle (384-322 BC)
- 犬儒学派
  - 安提西尼Antisthenes (445-360 BC)
  - 狄奥根尼Diogenes of Sinope (400-325 BC)
- 伊壁鸠鲁派
  - 伊壁鸠鲁Epicurus (341-270 BC)
  - 卢克莱修Lucretius
- 斯多葛派
  - 季蒂昂的芝诺Zeno of Citium (365-263 BC)
  - 克雷安德Cleanthes (331-232 BC)
  - 塞内卡Seneca(4 BC-65 AD)
  - 马可·奥勒留Marcus Aurelius(121-280 AD)
  - 爱比克泰德Epictetus(55-135)
- 怀疑派（英语：Academic skepticism）
  - 皮浪Pyrrho (365-275 BC)
  - 阿尔克西拉乌斯Arcesilaus (316-232 BC)
- 西塞罗Cicero (106-43 BC)
- 新柏拉图主义
  - 阿摩尼阿斯·萨卡斯Ammonius Saccas(175-242 AD)
  - 普罗提诺Plotinus(204-269 AD)
  - 尤利安Flavius Claudius Iulianus(331-369 AD)
  - 希帕提娅Hypatia(370-415 AD)